# Попельжин-Ґурни
Попельжин-Ґурни (пол. Popielżyn Górny) — село в Польщі, у гміні Йонець Плонського повіту Мазовецького воєводства.
Населення — 66 осіб (2011).
У 1975-1998 роках село належало до Цехановського воєводства.

## Демографія
Демографічна структура станом на 31 березня 2011 року:
|          | Загалом | Допрацездатний вік | Працездатний вік | Постпрацездатний вік |
| -------- | ------- | ------------------ | ---------------- | -------------------- |
| Чоловіки | 33      | 7                  | 21               | 5                    |
| Жінки    | 33      | 7                  | 16               | 10                   |
| Разом    | 66      | 14                 | 37               | 15                   |